# Exomis
Exomis är ett släkte av amarantväxter. Exomis ingår i familjen amarantväxter.
Kladogram enligt Catalogue of Life:
| Exomis | \| \| Exomis atriplicoides \| \| \| \| \| \| Exomis microphylla \| \| \| \| |
|        | \| \| Exomis atriplicoides \| \| \| \| \| \| Exomis microphylla \| \| \| \| |
|        | Exomis atriplicoides                                                        |
|        |                                                                             |
|        | Exomis microphylla                                                          |
|        |                                                                             |